# 페이크 (Mr.Children의 노래)
〈페이크〉(フェイク)는 Mr.Children의 30번째 싱글이다. 2007년 1월 24일에 40만 장 한정으로 토이즈팩토리에서 발매했다.

## 개요
- 전작 〈증표〉로부터 불과 2개월 만에 발매하는 싱글로, 40만 장 한정으로 발매하였다.
- 한 곡만 수록된 500엔 싱글이다. (일본에서는 동전 하나로도 살 수 있기 때문에 원 코인 싱글이라고도 한다.)

## 수록곡
1. フェイク(페이크)
영화 《도로로》 주제가이다.